# Сражение при Монтехурре (1873)
Сражение при Монтехурре (исп. Batalla de Montejurra) — одно из сражений Второй карлистской войны, проходившее с 7 по 9 ноября 1873 года. Войска Первой испанской республики под командованием генерала Морионеса пытались прорваться в Эстелью, столицу карлистов, но были отбиты со значительными потерями.
Главная цель генерала Доминго Морионеса заключалась в том, чтобы войти в Эстелью с юго-запада, через долину Аскета. Республиканским командованием сконцентрировало 16 000 пехоты, 1 000 кавалерии и 24 артиллерийских орудия, многие из которых были современной система Круппа.
Выступив из Логроньо, к 7 ноября республиканские войска подошли ко входу в долину. Карлистский генерал Хоакин Элио расположил свои войска (8 000 человек и 6 горных пушек) в линию, которая простиралась от Вильямайор-де-Монхардина до горы Монтехурры, которая, находясь в тылу армии, прикрывала Эстелью своей массой от обстрела пушек противника.
Ранним утром 7 ноября республиканские колонны начали атаку и заняли посёлки Лукин, Барбарин и Урбиолу, оставленные без боя передовыми постами карлистов. Затем последовала атака на позиции карлистов, расположенные на окружающих холмах, но она была отбита, и с наступлением темноты правительственные войска отступили и укрылись в захваченных посёлках.
8 ноября, воспользовавшись проливным дождём и полагая, что карлисты под ливнем не удержат своих позиций, республиканцы внезапно вышли из трёх занятых ими накануне посёлков и устремились в атаку. Очень скоро сильный огонь, встретивший их колонны, заставил их убедиться в своей неправоте, и они снова отступили в посёлки, служившие им укрытием. Днем дождь прекратился, и республиканцы стали обстреливать позиции противника из артиллерии; несколько гранат взорвалось у ног дона Карлоса, лично прибывшего на позиции. Канонада продолжалась до ночи, но правительственные войска больше не пытались атаковать позиции карлистов.
Убедившись, что ему невозможно войти в Эстелью, Морионес утром 9 ноября начал отступление со своей армией, прикрываясь огнём орудий и действиями кавалерии. Генерал Элио приказал начать преследование, в результате которого карлисты вновь заняли Лукин, Барбарин, Урбиолу и захватили много пленных.
Победа при Монтехурре подняла боевой дух карлистов и со временем стала символом карлизма в целом, сделавшись памятным днём, отмечаемым вплоть до недавнего времени.